# Ebino
Ebino (japanska: えびの市?, Ebino-shi) är en stad i prefekturen Miyazaki i södra Japan. Ebino fick stadsrättigheter den 1 december 1970.